# Totoral del Sauce
Pour les articles homonymes, voir Sauce (homonymie).
Totoral del Sauce est une localité uruguayenne située dans le département de Canelones, rattachée à la municipalité de Pando.

## Géographie
Totoral del Sauce se situe au centre-sud du département de Canelones, à proximité de l'arroyo del Sauce et de l'arroyo Totoral, sur la route 7 au sud de la jonction de cette dernière avec la route 75.

## Démographie
| Année | Population, |
| ----- | ----------- |
| 1963  | 419         |
| 1975  | 763         |
| 1985  | 559         |
| 1996  | 623         |
| 2004  | 745         |
| 2011  | 746         |